# Авиогенекс
Авиогенекс је била чартер авио-компанија са седиштем у Београду. База авио-компаније налазила се на аеродрому „Никола Тесла“.
Током последњих година постојања Авиогенекс је поседовао један авион који је обављао сезонске чартер летове, али је почетком 2015. године одлучено да ће се авион продати, а компанија је отишла у стечај.

## Историја
Фирму је 1968. основао Генекс као „Генекс Ер“. Са летовима почиње 3. марта 1969. авионима Тупољев Ту-134 који су купљени на основу робне размене са Совјетским Савезом. Први авион је назван "Београд". Касније прелазе на западну технологију па тако 1983. године у флоту уводе авионе Боинг 727-200 а 1987. и Боинг 737-200. У својој години рекорда 1990. превезли су 633.932 путника а у флоти су имали 13 авиона. Током деведесетих, суочена са губитком главних аеродрома у Сплиту, Дубровнику и Пули због ескалације сукоба на просторима бивше СФРЈ, компанија почиње да изнајмљује авионе другим компанијама, углавном из Африке и Азије. Однедавно компанија је такође почела са превозом терета, углавном за ДХЛ.
У фебруару 2015. године најављено је да ће Боинг 737-200 у власништву Авиогенекса бити продат, након што влада није успела да пронађе инвеститора за ову компанију.

## Флота
Флота Авиогенекса састојала се од:
| Тип                | Укупно | Пословна Класа | Економска Класа | Тотал Седишта | Регистрације | Напомена           |
| ------------------ | ------ | -------------- | --------------- | ------------- | ------------ | ------------------ |
| Боинг 737-200 Адв. | 1      | -              | 125             | 125           | YU-ANP       | Лети за Јат ервејз |